# بيبي باليجر
بيبي باليجر (بالإسبانية: Pep Balaguer)‏ هو لاعب كرة قدم ومدرب كرة قدم إسباني، ولد في 1 ديسمبر 1950 في La Pobla de Vallbona ‏ في إسبانيا. لعب مع فالنسيا ميستايا ونادي فالنسيا.

## وصلات خارجية
- بيبي باليجر على موقع قاعدة بيانات كرة القدم.إي يو (الإنجليزية)